# Chiesa di Sant'Andrea (Sorbolo Mezzani)
La chiesa di Sant'Andrea è un luogo di culto cattolico dalle forme neoclassiche situato in strada del Fienile a Enzano, frazione di Sorbolo Mezzani, in provincia e diocesi di Parma; è sede di una parrocchia compresa nella zona pastorale della Bassa.

## Storia
La chiesa viene citata per la prima volta nella pergamena Rotulus Decimarum del 1230 in cui viene citata la cappella di Inzano in Plebe de Sorbulo. Un altro documento del 1299 la cita come ecclesia Sancti Andree de Henzano.
Nel 1511 la chiesa dipende dal monastero di Sant’Uldarico di Parma la cui badessa ha la facoltà di nominare il parroco della chiesa. 
Nei secoli passati la parrocchia di Enzano era più estesa e comprendeva anche territori oltre l'Enza oggi in provincia di Reggio Emilia tra cui l'abitato di San Giorgio nei pressi di Lentigione.
Nel 1843 il parroco della chiesa ottenne il titolo di rettore.
Il campanile fu realizzato nel 1901. Nel 1940 l'interno dell'edificio e il campanile furono oggetto di restauri e di migliorie.

## Descrizione
La chiesa si sviluppa su pianta rettangolare a navata unica, con l'ingresso rivolto a ovest e presbiterio absidato a est.

### Esterno

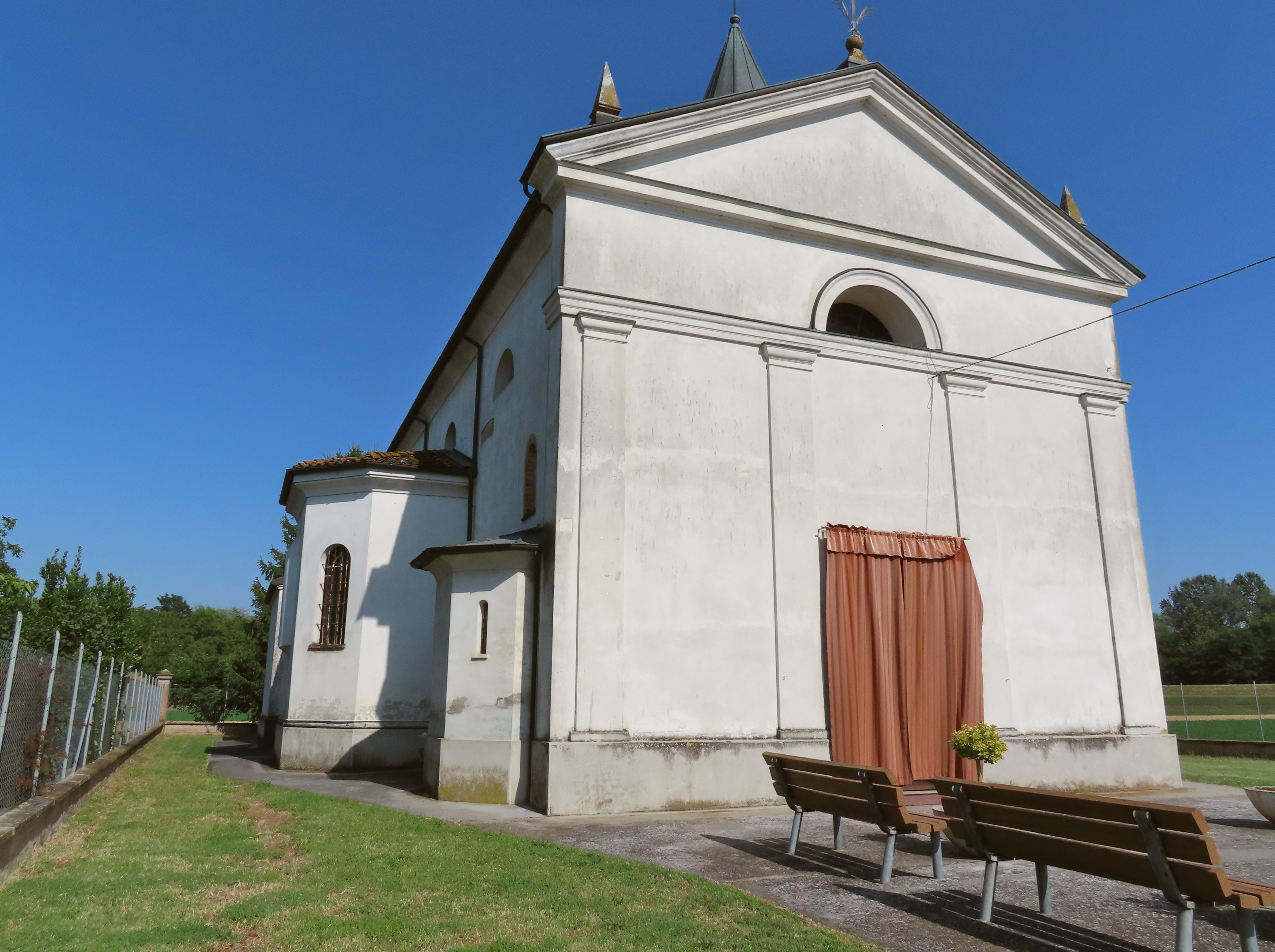
Facciata e lato nord

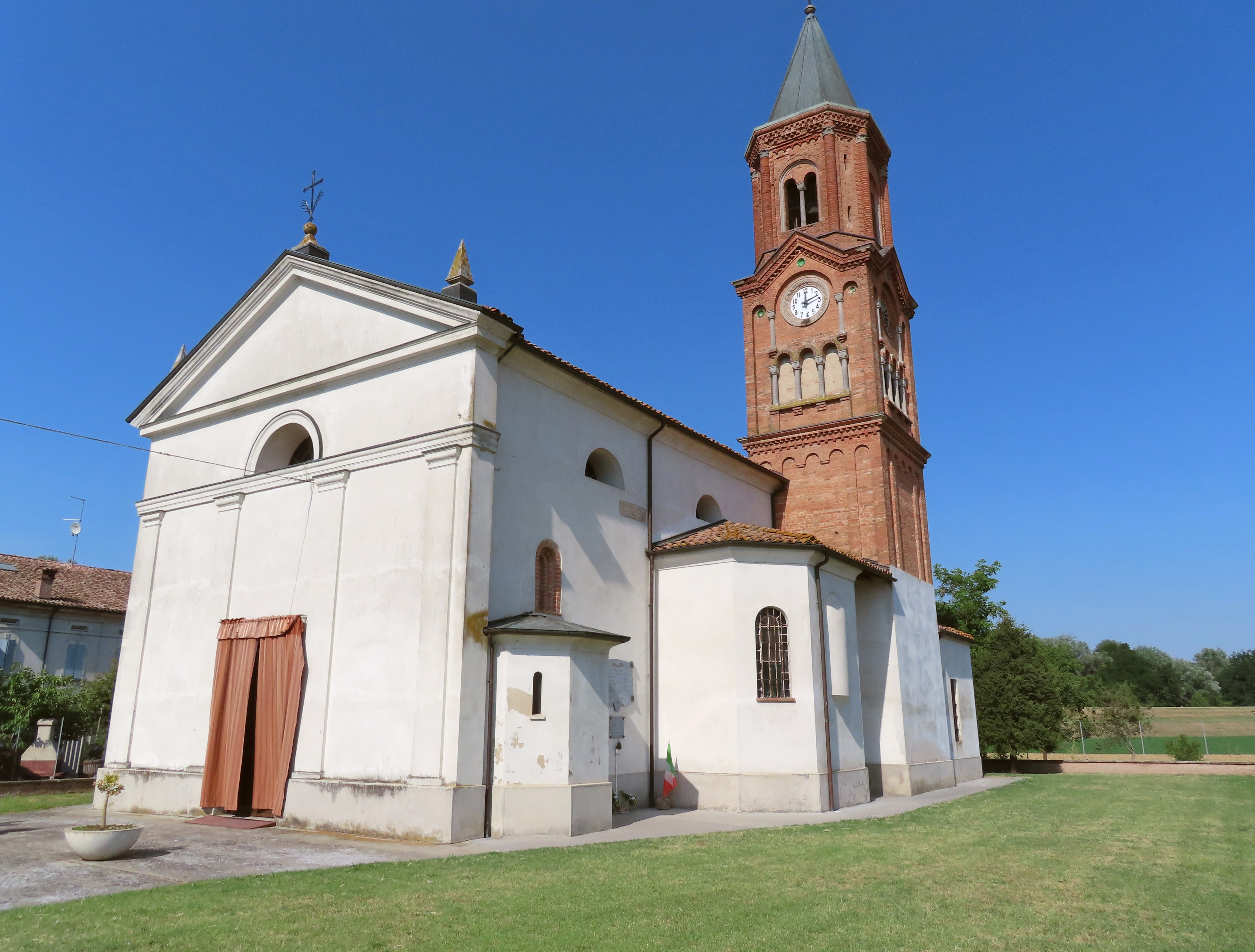
Facciata e lato sud

Presenta una simmetrica facciata a capanna ripartita da due coppie di lesene doriche, a coronamento oltre un doppio cornicione si innalza un frontone triangolare. In posizione centrale nel doppio cornicione si apre una finestra semicircolare. Su entrambi i lati l'edificio presenta una coppia di finestre con la medesima fattura di quella frontale. Il portale d'accesso, è rettangolare e contornato da una cornice in rientranza. Sul lato destro in posizione arretrata è collocato il campanile, realizzato in epoca posteriore è intonacato nella parte inferiore e con laterizio a vista per i restanti tre quarti della struttura. La struttura è suddivisa da una fascia marcapiano al di sopra della quale su ogni lato si trova una trifora. Ogni finestra è sovrastata da un rosone, nel lato est questo ospita un orologio. La struttura termina con una cornice con andamento spezzato su cui è posizionata la cella campanaria, di pianta ottagonale che si apre su quattro bifore e culmina in una cuspide a piramide alta anch0'essa di pianta ottagonale.

### Interno
L'interno presenta una navata unica con presbiterio rialzato e abside semicircolare distinta. Sull'aula di forma rettangolare si apre una cappella laterale su entrambi i fianchi. Nell'abside si aprono due finestre ad arco. L'interno dell'edificio è chiuso da una volta a botte lunettata. La pavimentazione è in cotto a corsi diagonali.